# 草莽英雌
《草莽英雌》是一部港產電影，於 1992年上映，胡大為導演，胡大為、盧永強編劇，陳志明、冷和有監製，由鄭裕玲、羅美薇、鍾鎮濤主演。

## 故事簡介
火爆女幹探阿Dee奉命與廉署組員Apple追尋數年前在黑幫仇殺中被害的潮洲幫會龍頭趙志龍出面作証人，頂証縱橫黑白兩道的富商陳東。兩人查出龍已洗心革面到新界一福音團契作牧師，所以決假扮修女及道友妹混入團契中偵查。經過多番試探，阿Dee認定牧師龍車水最為可疑，故此出盡本領接近龍。怎料Dee與Apple的身份暴露，兩人為保護龍反而被陳東派殺手視為目標，龍在危急中出手相救,最後合力將殺手擊倒，挽救了團契。

## 演員
- 鄭裕玲 飾 阿Dee／石堅（台譯：Banana／李帶娣）
- 羅美薇 飾 Apple／余麗珍（台譯：伍黛媚）
- 鍾鎮濤 飾 趙志龍／龍車水
- 黃光亮 飾 成遷仁／跛毛
- 惠天賜 飾 陳東
- 陳惠敏 飾 陳Sir
- 蘇杏璇 飾 Sister Maria
- 羅　蘭 飾 Sister Teresa
- 余慕蓮 飾 Sister Molin
- 金興賢 飾 廉署阿頭
- 李家鼎 飾 頂爺
- 黃一山 飾 細龜
- 李秀媚 飾 媚媚
- 陸劍明 飾 練靶場警員
- 黃　新 飾 康復營神父
- 黎海珊 飾 法國餐廳接待員
- 廖偉雄 飾 黎永強
- 胡大為 飾 裝修工人

## 外部連結
- 開眼電影網上《草莽英雌》的資料（繁體中文）
- 香港影庫上《草莽英雌》的資料（繁體中文）
- 豆瓣电影上《草莽英雌》的資料 （简体中文）
- 时光网上《草莽英雌》的資料（简体中文）
- 爛番茄上《草莽英雌》的資料（英文）
- 互联网电影数据库（IMDb）上《草莽英雌》的资料（英文）